# Nick Schultz
Nicholas Schultz (Brisbane, 13 de septiembre de 1994) es un ciclista australiano miembro del conjunto Israel-Premier Tech.

## Palmarés
2014 (como amateur)
- 1 etapa del Boucle de l'Artois

2016
- 1 etapa del Tour de Bretaña
- 1 etapa del Tour del Porvenir

2019
- 1 etapa del Herald Sun Tour

2021
- 1 etapa del Sazka Tour

2024
- 1 etapa de la Volta a Cataluña

## Resultados en Grandes Vueltas y Campeonatos del Mundo
| Carrera         | Carrera         | 2016 | 2017  | 2018 | 2019 | 2020 | 2021 | 2022 | 2023 | 2024 | 2025  |
| --------------- | --------------- | ---- | ----- | ---- | ---- | ---- | ---- | ---- | ---- | ---- | ----- |
|                 | Giro de Italia  | —    | —     | —    | —    | —    | Ab.  | —    | —    | Ab.  | 106.º |
|                 | Tour de Francia | —    | —     | —    | —    | —    | —    | 22.º | 39.º | —    | —     |
|                 | Vuelta a España | —    | 111.º | 75.º | 63.º | 25.º | 49.º | —    | —    | —    | —     |
| Mundial en Ruta | Mundial en Ruta | —    | —     | Ab.  | —    | Ab.  | Ab.  | 91.º | —    | 46.º | —     |

—: no participa

Ab.: abandono